# Вошивенька (притока Вошиви)
Вошивенька (рос. Р. Вошивенка) — річка в Україні у Берестинському районі Харківської області. Ліва притока річки Вошива (басейн Чорного моря).

## Опис
Довжина річки приблизно 14,17 км, найкоротша відстань між витоком і гирлом — 11,08 км, коефіцієнт звивистості річки — 1,2. Формується багатьма безіменними струмками та загатами. На деяких ділянках річка пересихає.

## Розташування
Бере початок у селі Сугарівське. Тече переважно на південний захід і на північно-східній стороні від села Тавежня впадає в річку Вошиву, праву притоку Орелі.
Населені пункти вздовж берегової смуги: Тарнуватка, Олександрівка.

## Цікаві факти
- У минулому столітті на річці існувало багато газових свердловин та 2 газгольдери[3].